# Alexis Michiels
Alexis Michiels, né le 19 décembre 1893 à Bruxelles et mort le 2 novembre 1976 à Uccle, est un coureur cycliste belge, professionnel de 1918 à 1919. Il a notamment remporté la classique Paris-Bruxelles en 1919 et participé au Tour de France la même année.

## Palmarès

### Palmarès sur route
- 1913
  - 3e de Paris-Calais
- 1918
  - Trouville-Paris
  - 3e de Paris-Tours
  - 4e du Tour de Lombardie
- 1919
  - Paris-Bruxelles
  - 5e de Paris-Roubaix

### Résultats sur le Tour de France
- 1919 : abandon (2e étape)